# Tible

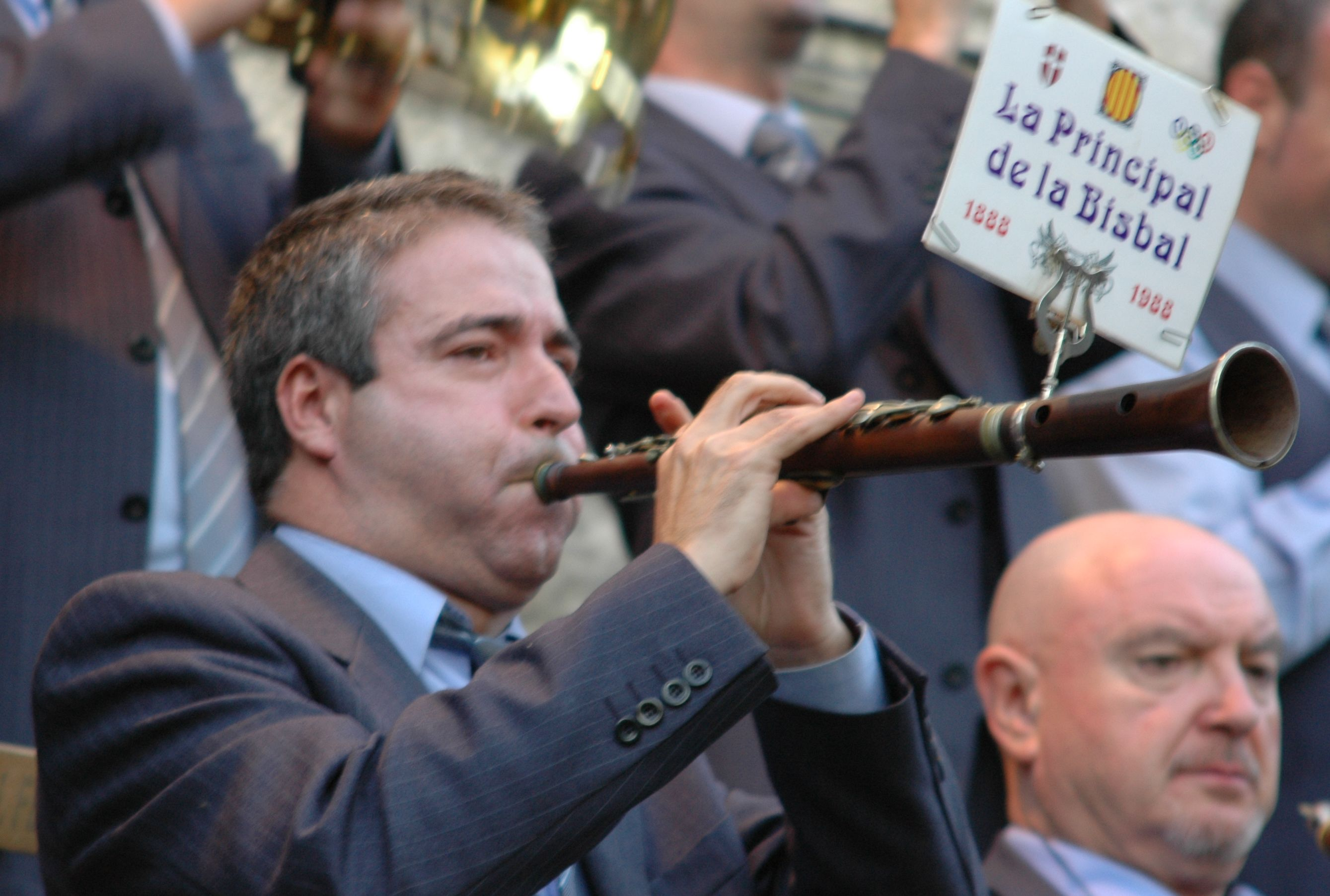
Llúís Pujals, de la cobla La Principal de La Bisbal, con un tible.

El tible (en castellano, tiple) es un instrumento de madera con boca de doble caña que pertenece a la familia de las chirimías. Su nombre completo es el de chirimía tible. Este instrumento se tocaba por toda Europa hasta el siglo XVII. Había chirimías de diferentes medidas, que doblaban las voces en la música coral. De aquí vienen precisamente los nombres abreviados de tible  y tenor, con los cuales se conocían a los actuales tible y tenora.
El tible, igual que la tenora, pertenece a la familia de los instrumentos de caña o lengüeta doble, de la cual también forman parte el oboe, el corno inglés, el fagot, etc. La vibración de la lengüeta es lo que produce el sonido, el cual depende en gran manera de las características de la caña utilizada. El tible utiliza el tipo de caña llamada caña doblada, factor de gran importancia y motivo de preocupación constante de nuestros músicos.
Antiguamente, este instrumento consistía en un tubo de madera con agujeros que se tapaban con los dedos. Era un instrumento muy parecido a la gralla. Según tenemos entendido, en el siglo XIX se le añadieron unas llaves metálicas con un sistema muy rudimentario, sistema que había ideado el clarinetista Ivan Muller en el año 1811.
La madera utilizada por los artesanos para su construcción es la de ginjolero, muy dura y casi nada propensa a agrietarse. Una vez cortado el árbol, se debe dejar reposar 30 años antes de darle forma al instrumento a partir de su madera.
De tesitura elevada, el sonido del tible es muy agudo y estridente. Su acento es rústico.
Este instrumento está afinado en Fa, y suena una cuarta más alta.
Sus notas picadas producen un efecto muy atractivo, y son aprovechadas para darle un toque vivo y dinámico a la música.
Encontramos un valioso ejemplo de su utilización en las coblas de sardanas, en las que desarrollan un papel imprescindible.
- Datos: Q1755559
- Multimedia: Tible / Q1755559